# Belatung
Belatung is een bestuurslaag in het regentschap Ogan Komering Ulu van de provincie Zuid-Sumatra, Indonesië. Belatung telt 1206 inwoners (volkstelling 2010).